# Hexatoma simplex
Hexatoma simplex là một loài ruồi trong họ Limoniidae. Chúng phân bố ở miền Cổ bắc.